# Vegelinsoord
Vegelinsoord (en frison : Vegelinsoard) est un village de la commune néerlandaise de De Fryske Marren, situé dans la province de Frise.

## Géographie
Le village est situé dans l'est de la commune, en limite de celle d'Heerenveen, au nord-est de Joure.

## Histoire
Vegelinsoord est un village de la commune de Skarsterlân avant le 1er janvier 2014, date à laquelle celle-ci fusionne avec Gaasterlân-Sleat et Lemsterland pour former la nouvelle commune de De Friese Meren, devenue De Fryske Marren en 2015.

## Démographie
Le 1er janvier 2018, le village comptait 405 habitants.